# 廣鄉
廣鄉，是台灣東部自清治時期至日治初期的一個行政區劃，清朝時下轄成廣澳堡，僅一堡，日治時期成廣澳堡廢除，廣鄉直接下轄庄、社。其日治時期範圍包括今台東縣的台東市、東河鄉、成功鎮及長濱鄉。
廣鄉東邊瀕臨太平洋，南邊及西南邊為南鄉，西邊為新鄉，西北邊及北邊為奉鄉。

## 管轄街庄

### 清治時期
廣鄉共轄1堡，堡下轄21庄：
- 毛崗庄、溪州庄、內庄、東涼庄、武勘庄、小通氣庄、武洛庄、鹿山庄、草林庄、阿綿社庄、花蓮庄、烏漏庄、觀音庄、里行外庄、加束東庄、東畔新庄、圍仔內庄、□埔庄、樹林庄、溪埔庄、成廣澳庄

### 日治時期
廣鄉共轄21個庄社：
- 今台東市境內：猴仔山社、富原村、加路蘭社
- 今東河鄉境內：都鑾社、八里芒社、加里猛狎社、大馬武窟社、嗄嘮吧灣社
- 今成功鎮境內：都歷社、小馬武窟社、加只來社、蔴荖漏社、微沙鹿社、成廣澚庄、沙汝灣庄
- 今長濱鄉境內：石寧埔庄、彭仔存庄、加走灣庄、大掃別庄、三間屋、馬稼海社